# Курбаналієв Магомед Магомедович
Курбаналі́єв Магоме́д Магоме́дович (рос. Курбаналиев Магомед Магомедович; нар. 6 серпня 1992, село Бежта, Цунтинського району, Дагестан, РРФСР) —  російський борець вільного стилю, переможець та бронзовий призер чемпіонатів світу, дворазовий чемпіон Європи, срібний призер Кубку світу. Чемпіон Універсіади 2013 року в Казані. Чемпіон Росії 2013 року. Майстер спорту Росії міжнародного класу.

## Життєпис
Боротьбою займається з 2002 року. Вихованець СДЮШОР імені Шаміля Умаханова, м. Хасав'юрт. Був володарем Кубка світу 2011 року серед юніорів та чемпіоном світу серед юніорів 2012 року.

## Спортивні результати на міжнародних змаганнях

### Виступи на Чемпіонатах світу
| Змагання                        | Збірна | Вагова категорія          | Місце  |
| ------------------------------- | ------ | ------------------------- | ------ |
| Чемпіонат світу з боротьби 2013 | Росія  | вільна боротьба, до 66 кг | Бронза |
| Чемпіонат світу з боротьби 2016 | Росія  | вільна боротьба, до 70 кг | Золото |

### Виступи на Чемпіонатах Європи
| Змагання                         | Збірна | Вагова категорія          | Місце  |
| -------------------------------- | ------ | ------------------------- | ------ |
| Чемпіонат Європи з боротьби 2014 | Росія  | вільна боротьба, до 65 кг | Золото |
| Чемпіонат Європи з боротьби 2018 | Росія  | вільна боротьба, до 70 кг | Золото |

### Виступи на Кубках світу
| Змагання                    | Збірна | Вагова категорія          | Місце  |
| --------------------------- | ------ | ------------------------- | ------ |
| Кубок світу з боротьби 2016 | Росія  | вільна боротьба, до 65 кг | Срібло |

### Виступи на інших змаганнях
| Змагання                                                  | Збірна | Вагова категорія                 | Місце  |
| --------------------------------------------------------- | ------ | -------------------------------- | ------ |
| Міжнародний меморіал Дейва Шульца 2010                    | Росія  | вільна боротьба, до 60 кг        | Срібло |
| Кубок Рамзана Кадирова 2011                               | Росія  | вільна боротьба, до 66 кг        | Срібло |
| Гран-прі «Іван Яригін» 2013                               | Росія  | вільна боротьба, до 66 кг        | 5      |
| Міжнародний меморіал Дейва Шульца 2013                    | Росія  | вільна боротьба, до 66 кг        | Золото |
| Rumble on the Rails 2013                                  | Росія  | Multiple Style Event, до LL74 кг | Срібло |
| Об'єднаний турнір з 4 видів боротьби 2013                 | Росія  | Multiple Style Event, до LL66 кг | Бронза |
| Турнір Алі Алієва 2013                                    | Росія  | вільна боротьба, до 66 кг        | Бронза |
| Літня Універсіада 2013                                    | Росія  | вільна боротьба, до 66 кг        | Золото |
| Золотий Гран-прі з боротьби 2013 (Баку)                   | Росія  | вільна боротьба, до 66 кг        | 12     |
| Гран-прі «Іван Яригін» 2014                               | Росія  | вільна боротьба, до 65 кг        | Золото |
| Меморіал Вацлава Циолковського 2014                       | Росія  | вільна боротьба, до 65 кг        | Золото |
| Інтерконтінентальний кубок з боротьби 2014                | Росія  | вільна боротьба, до 65 кг        | Золото |
| Вогні Москви 2014                                         | Росія  | вільна боротьба, до 65 кг        | Золото |
| Турнір Олександра Медведя 2015                            | Росія  | вільна боротьба, до 65 кг        | Срібло |
| Турнір Алі Алієва 2015                                    | Росія  | вільна боротьба, до 65 кг        | Бронза |
| Всесвітні ігри військовослужбовців 2015                   | Росія  | вільна боротьба, до 65 кг        | Золото |
| Золотий Гран-прі з боротьби 2015                          | Росія  | вільна боротьба, до 65 кг        | Золото |
| Гран-прі «Іван Яригін» 2016                               | Росія  | вільна боротьба, до 65 кг        | Срібло |
| Чемпіонат світу з боротьби серед військовослужбовців 2016 | Росія  | вільна боротьба, до 70 кг        | Золото |
| Інтерконтінентальний кубок з боротьби 2016                | Росія  | вільна боротьба, до 70 кг        | Золото |
| Золотий Гран-прі з боротьби 2016                          | Росія  | вільна боротьба, до 65 кг        | Золото |
| Pro Wrestling League 2017                                 | Росія  | команда                          | Срібло |
| Турнір Аланії з боротьби 2017                             | Росія  | вільна боротьба, до 70 кг        | Золото |
| Клубний чемпіонат світу з боротьби 2017                   | Росія  | команда                          | Бронза |
| Гран-прі «Іван Яригін» 2018                               | Росія  | вільна боротьба, до 70 кг        | Золото |
| Чемпіонат Росії з боротьби 2018                           | Росія  | вільна боротьба, до 70 кг        | Бронза |
| Турнір Аланії з боротьби 2018                             | Росія  | вільна боротьба, до 70 кг        | Срібло |
| Гран-прі «Іван Яригін» 2019                               | Росія  | вільна боротьба, до 74 кг        | Бронза |
| Турнір Алі Алієва 2019                                    | Росія  | вільна боротьба, до 74 кг        | Бронза |
| Чемпіонат Росії з боротьби 2019                           | Росія  | вільна боротьба, до 74 кг        | Золото |
| Кубок Алроси 2019                                         | Росія  | Multiple Style Event, до F74 кг  | 5      |
| Гран-прі «Іван Яригін» 2020                               | Росія  | вільна боротьба, до 74 кг        | Бронза |

### Виступи на змаганнях молодших вікових груп
| Змагання                                      | Збірна | Вагова категорія          | Місце  |
| --------------------------------------------- | ------ | ------------------------- | ------ |
| Кубок світу з боротьби серед юніорів 2011     | Росія  | вільна боротьба, до 66 кг | Золото |
| Чемпіонат світу з боротьби серед юніорів 2012 | Росія  | вільна боротьба, до 66 кг | Золото |